# Étienne Lapeyrère
Pour les articles homonymes, voir Lapeyrère (homonymie).
Étienne Lapeyrère, né le 14 novembre 1856 à Castets et mort le 17 septembre 1930 dans la même ville, est un botaniste, zoologiste, géologue et géographe français.

## Biographie
Jean-Marie Étienne Lapeyrère, dit Étienne Lapeyrère, naît le 14 novembre 1856 dans la commune de Castets, dans le département français des Landes. Il est le fils de Jean-Marie Lapeyrère, entrepreneur de travaux publics, et de Marguerite Dumay, ménagère. Autodidacte méthodique, il étudie principalement la botanique, mais aussi la zoologie, la géologie et la géographie. Il est membre de la société de Borda et rédige des articles pour son bulletin. Il meurt le 17 septembre 1930 dans sa ville natale. Ses manuscrits, ouvrages et collections sont donnés à la bibliothèque de la société de Borda par son fils.

## Herbier Lapeyrère
L’herbier Lapeyrère, ou herbier Lapeyrère-Ivolas, conservé au musée de Borda à Dax, est composé d’environ 4 000 planches récoltées entre 1870 et 1910 dans le sud et l’est de la France. Il a longtemps été exclusivement attribué à Lapeyrère mais la majorité est notée « herbier Ivolas » ; il s’agit en fait d’un herbier que Pierre Louis Jean Ivolas (en) a vendu à Lapeyrère pour qu’il puisse élaborer sa Flore du département des Landes,. Seule une partie, sur les Bacillariophyta, a bel et bien été récoltée par Lapeyrère. Il est accessible en ligne sur le site des archives départementales des Landes. Le réel herbier Lapeyrère a été détruit lors d’un incendie en 1892.

## Publications
- Flore du département des Landes, Dax, Labèque, 1892, 511 p. (présentation en ligne, lire en ligne)
- Faune herpétologique du département des Landes, Dax, Labèque, 1907, 119 p. (présentation en ligne)
- Dans le bulletin de la Société de Borda :
  - « La Garluche », Bulletin de la Société de Borda, vol. 8,‎ 1883, p. 207-208 (lire en ligne)
  - « Des modifications apportées par la gelée dans les végétaux », Bulletin de la Société de Borda, vol. 26,‎ 1901, p. 81-87 (lire en ligne)
  - « Emploi du Microscope pour la mesure des indices de réfraction des liquides », Bulletin de la Société de Borda, vol. 26,‎ 1901, p. 277-279 (lire en ligne)
  - « Algues récoltées dans l'eau et la boue thermales de l'établissement des Baignots », Bulletin de la Société de Borda, vol. 45,‎ 1921, p. 19-29 (lire en ligne)

## Descriptions
- Agropyron campestre var. pycnanthum (1902)[5]
- Avena pubescens var. glabra (1902)[6]
- Avena sterilis var. barbata (1902)[7]